# (3262) Miune
(3262) Miune ist ein ungefähr 23 Kilometer großer Asteroid des äußeren Hauptgürtels, der am 28. November 1983 vom japanischen Astronomen Tsutomu Seki am Geisei-Observatorium in Geisei in der Präfektur Kōchi in Japan (IAU-Code 372) entdeckt wurde.

## Benennung
(3262) Miune wurde nach dem Miune, einem Berg im Osten der Präfektur Kōchi, benannt. In dieser Provinz war der Asteroid entdeckt worden.